# Debbie Armstrongová
Debra Rae „Debbie“ Armstrongová (* 6. prosince 1963, Salem) je bývalá americká alpská lyžařka. Na olympijských hrách v Sarajevu roku 1984 překvapivě vyhrála závod v obřím slalomu. Jde o její jediný výraznější úspěch na mezinárodní scéně. Jejím nejlepším umístěním na mistrovství světa bylo čtvrté místo v obřím slalomu roku 1985, na šampionátu v Bormiu. Ve světovém poháru stála jedinkrát na stupních vítězů, když v roce 1984 dojela třetí v superobřím slalomu ve Puy St. Vincent. Nejvyšší její celkové umístění je 12. místo v obřím slalomu roku 1984. Závodní kariéru ukončila v roce 1988. Poté organizovala různé kampaně, včetně Řekni ne alkoholu a drogám. Založila též nadaci Skiforall, která zpřístupňuje lyžařské akce handicapovaným, a nadaci Global ReLeaf Sarajevo, která se snaží znovu zalesnit Sarajevo po bosenské válce. Přestěhovala se do Albuquerque v Novém Mexiku a na zdejší University of New Mexico získala bakalářský titul v oboru historie. V roce 2007 se přestěhovala do Steamboat Springs v Coloradu, kde sloužila jeden rok jako technická ředitelka lyžařského střediska Steamboat, aby se poté stala jeho ředitelkou a tuto funkci zastávala šest let. V současnosti je trenérkou mládeže. V roce 1984 byla uvedena do americké Národní lyžařské síně slávy.